# Eilmer de Malmesbury
Eilmer de Malmesbury, también conocido como Oliver o Elmer, fue un monje Benedictino del siglo XI, aunque es más conocido por su intento de volar usando unas alas mecánicas en su juventud, motivo por cual se ganó el apodo de el monje volador.
Fue un monje de la Abadía de Malmesbury, donde estudió matemáticas y astronomía. Todo lo que se sabe de él es gracias a William de Malmesbury, que le menciona en su libro De Gestis Regum Anglorum (en español: Escrituras de los Reyes Ingleses) en 1125.
William mencionó que durante su juventud, Eilmer había leído y creído como cierta la leyenda de Ícaro y Dédalo. Debido a eso, hacia el año 1010  pensó que fabricándose unas alas sobre una estructura de madera, sobre la que pudiera colocar sus brazos, podría volar. Su primitivo planeador era muy rudimentario y poco manejable, pero con él se decidió a lanzarse desde la torre de la Abadía de Malmesbury, logrando su objetivo, ya que consiguió mantenerse en el aire durante unos pocos segundos, y llegando a recorrer hasta 200 metros, para acabar estrellándose contra el suelo, fracturándose las piernas.
Después de eso, Eilmer pensó que podría realizar un aterrizaje más controlable si equipaba a su planeador con una cola. Pero el abad de la Abadía le disuadió para que dejara de arriesgar su vida con sus experimentos.